# Seznam vegetarijancev
Delni seznam znanih osebnosti, ki so (bile) vegetarijanci:

## A
- Paula Abdul, ameriška pevka
- Hans Christian Andersen, danski pisatelj in pravljičar
- Pamela Anderson, kanadsko-ameriška igralka in fotomodel
- Susan B. Anthony, ameriška sufražetka
- Christina Applegate, ameriška igralka

## B
- Richard Bach, ameriški pisatelj
- Joan Baez, ameriška folk pevka
- Brigitte Bardot, francoska igralka
- Kim Basinger, ameriška igralka
- Victoria Adams Beckham, britanska pevka, članica skupine Spice Girls
- Candice Bergen, ameriška igralka
- Peter Bogdanovich, ameriški režiser
- David Bowie, britanski pevec in igralec
- Christy Brinkley, ameriška manekenka in fotomodel
- Giordano Bruno, italijanski mislec

## C
- Montserrat Caballe, španska operna pevka
- David Carradine, ameriški igralec
- Adriano Celentano, italijanski pevec

## D
- David Duchovny, ameriški igralec
- Bob Dylan, ameriški pevec

## E
- Clint Eastwood, ameriški igralec in režiser
- Albert Einstein, ameriški fizik nemškega rodu
- Ralph Waldo Emerson, ameriški filozof in pisec
- Emilio Estevez, ameriški igralec

## F
- Michael J. Fox, ameriški igralec

## G
- Mahatma Gandhi, indijski državnik

## H
- Nina Hagen, nemška pevka
- Darryl Hannah, ameriška igralka
- Woody Harrelson, ameriški igralec in režiser
- George Harrison, britanski pevec, član skupine The Beatles
- Anne Hathaway, ameriška igralka
- Tippi Hedren, ameriška igralka
- Adolf Hitler
- Dustin Hoffmann, ameriški igralec
- Anthony Hopkins, britanski igralec

## I
- Natalie Imbruglia, ameriška pevka

## J
- Ashley Judd, ameriška igralka

## K
- Billie Jean King, ameriška teniška igralka
- Nastassja Kinski, nemška igralka
- Dennis Kucinich, ameriški politik

## L
- Alphonse de Lamartine, francoski pesnik
- Jude Law, britanski igralec
- John Lennon, britanski pevec, član skupine The Beatles
- Annie Lennox, britanska pevka
- Leonardo da Vinci, italijanski umetnik in izumitelj
- Carl Lewis, ameriški atlet
- Joanna Lumley, britanska igralka
- Anni-Frid Lyngstad, švedska pevka, članica skupine ABBA

## M
- Elle Macpherson, avstralska manekenka in fotomodel
- Maurice Maeterlinck, belgijski pisatelj in pesnik
- Bill Maher, ameriški pisec, komik in voditelj radijskih oddaj
- Julianne Margolies, ameriška igralka
- Bob Marley, jamajški pevec
- Stella McCartney, britanska modna oblikovalka
- Paul McCartney, britanski pevec, član skupine The Beatles
- Yehudi Menuhin, izraelsko-ameriški violinist
- Alyssa Milano, ameriška filmska igralka
- Spike Milligan, britanski igralec
- Hayley Mills, britanska igralka
- Michel Eyquem de Montaigne, francoski pisec in mislec

## N
- Martina Navratilova, ameriška teniška igralka češkega rodu
- Jawaharlal Nehru, indijski državnik
- Paul Newman, ameriški igralec
- Isaac Newton, britanski fizik in izumitelj (občasno)
- Friedrich Wilhelm Nietzsche, nemški filozof in pisec
- Vjačeslav Nižinski, ruski baletni plesalec

## P
- Gwyneth Paltrow, ameriška igralka
- Hayden Panettiere, ameriška igralka
- Anna Paquin, kanadsko-novozelandska igralka
- Anthony Perkins, ameriški igralec
- Joaquin Phoenix, ameriški igralec
- River Phoenix, ameriški igralec
- Pitagora, starogrški matematik in filozof
- Plotin, starogrški filozof
- Porfirij, starogrški filozof
- Natalie Portman, ameriška igralka

## S
- Albert Schweitzer, švicarski zdravnik, filozof in glasbenik
- Jerry Seinfeld, ameriški igralec in komik
- Seneka mlajši, rimski filozof
- George Bernard Shaw, britanski pisec, dramatik in mislec
- Mary Shelly, angleška pisateljica
- Alicia Silverstone, ameriška igralka
- Ringo Starr, britanski pevec, član skupine The Beatles

## T
- Rabindranath Tagore, indijski mislec in pisatelj
- Nikola Tesla, ameriški fizik srbskega rodu
- Justin Timberlake, ameriški pevec
- Lev Nikolajevič Tolstoj, ruski pisatelj
- Shania Twain, ameriška pevka (country)
- Mary Tyler-Moore, ameriška igralka

## V
- Veruschka, nemška manekenka in fotomodel
- Voltaire, francoski filozof in pisec

## W
- Irving Wallace, ameriški pisatelj
- Barbara Walters, ameriška novinarka
- Johnny Weissmuller, ameriški plavalec romunsko-nemškega rodu (kot vegetarijanec dosegel šest svetovnih rekordov v plavanju)
- Reese Witherspoon, ameriška igralka
- Joanne Woodward, ameriška igalka
- William Wordsworth, britanski pesnik

## Z
- Emile Zola, francoski pisatelj